# Odysseus a hvězdy
Odysseus a hvězdy je český sci-fi film z roku 1976 určený převážně dětem, natočený režisérem Ludvíkem Rážou a spisovatelem Otou Hofmanem.

## Obsah filmu
Příběh se odehrává jednak v roce 1975 (zhruba v době natáčení) a dále i v roce 2000. Ze stavby dálnice si otec chlapce Míši přinesl domů zajímavý kámen, chce jej použít v zahradě na skalku. Zatímco rodiče se jdou večer pobavit, kámen se rozzáří a začne působit na okolí. Způsobuje poruchy letecké navigace, zvoní zvonek, zastaví motor auta atd.. Malý Míša si uvědomí, že za to v noci mohl kámen a všimne si i sestřičky Káti, která začne kreslit zvláštní kresby. Kámen rozbije, nalezne kuličku, která se náhle zvětší, zkoumá okolí vč. kocoura Odyssea a pak zmizí. Rodiče vyprávění dětí nevěří. Po 25 letech má již Míša syna a kulička náhle začne opakovat své působení a zvětšování se. Objevuje se hvězdná mapa, kopie někdejších kreseb Káti a také kopie Odyssea. Míša se rozhodne informovat cizí civilizaci, že na Zemi nežije jen Odysseus a do zářící koule vstoupí.

## Obsazení
| Alois Švehlík          | otec rodiny                    |
| Gustav Bubník          | Míša                           |
| Jaroslava Obermaierová | matka                          |
| Milena Dvorská         | matka v roce 2000              |
| Gabriela Hyrmanová     | Káťa                           |
| Jaroslav Moučka        | Drnák                          |
| Jana Boušková          | účetní                         |
| Stanislav Fišer        | pracovník radiolokace          |
| Jaroslav Mareš         | pracovník radiolokace          |
| Josef Šebek            | pracovník radiolokace          |
| Miloš Vavruška         | pracovník radiolokace          |
| Jana Krausová          | svatebčanka Pehrová            |
| Vladimír Ptáček        | svatebčan                      |
| Jan Kraus              | svatebčan                      |
| Lydie Havláková        | svatebčanka                    |
| Jiřina Bílá            | svatebčanka                    |
| Mirko Musil            | ministr                        |
| Martin Růžek           | nadporučík Veřejné bezpečnosti |
| Petr Štěpánek          | strážmistr Veřejné bezpečnosti |
| Vladimír Vondra        | Martin                         |
| Jaroslav Cmíral        | Mašek                          |
| Richard Knotek         | Rudla                          |
| Dagmar Patrasová       | žena ve Fiatu 126              |